# Lili Elbe
Lili Elvenes, mer känd som Lili Elbe, född som Einar Wegener, 28 december 1882 i Vejle, död 13 september 1931 i Dresden, var en dansk konstnär. Hon anses vara en av de första personerna i världen som genomgick en könskorrigering endast några år efter Dora Rudolfine Richter som mottog könsbekräftande vård vid samma institut. Elbe dog av komplikationer i samband med att hon fick en livmoder inopererad i sig. Det dröjde till 1952 innan världens första välkända och internationellt omskrivna, könsbekräftande underlivskirurgi gjordes på amerikanen Christine Jorgensen i Köpenhamn.

## Biografi
Elbe var den yngsta i en syskonskara på fyra. Föräldrarna var köpmannen Mogens Wilhelm Wegener och Ane Marie Thomsen. Efter att ha varit målarlärling vid Vejles tekniska skola flyttade Elbe till Köpenhamn 1902 för att studera vid Det Kongelige Danske Kunstakademi. Här mötte hon Gerda Gottlieb, som hon gifte sig med 1904. Efter examen var Elbe verksam som bland annat illustratör och landskapsmålare. Gottlieb använde sig ofta av Elbe som modell i sina kvinnoporträtt. Elbe trivdes med detta och började med tiden klä sig i kvinnokläder och presentera sig som Lili Elbe. Paret flyttade till Paris 1912, där framför allt Gottlieb skapade sig en framgångsrik karriär. Elbe valde att fungera som stöd genom att ta hand om parets ekonomi och hjälpa till med Gottliebs målningar.
Elbe mötte den tyska läkaren Kurt Warnekros 1930, som tillsammans med Magnus Hirschfeld drev en klinik i Dresden. Warnekros ansåg att Elbe var en kvinna fångad i en mans kropp, vilket hon tog till sig som förklaring på att hon kände sig otillfreds med sin egen kropp. Efter att hon blivit övertygad om att genomföra en könskorrigering skrev hon tillsammans med Gottlieb ett brev till kung Christian X för att få sitt äktenskap upplöst. Detta beviljades och Elbe lades in på kliniken i Dresden i slutet av 1930. I en serie operationer avlägsnades penis och testiklar och kvinnliga könskörtlar inopererades. Hon genomförde därefter ett juridiskt könsbyte 1931, där hon fick både sitt namn och kön ändrade i passet och kyrkboken. Hon önskade dock att hon hade förmågan att bli mor och hon återvände till Warnekros klinik i juni 1931 för att få en livmoder inopererad i sig. Komplikationer uppstod, då hennes kropp stötte ifrån sig livmodern, vilket resulterade i hennes död.
Elbe skildrade sitt eget liv i självbiografin Fra Mand til Kvinde (1931), där det bl.a. framgår att hon inte definierade sig som homosexuell när hon levde som man.

## Eftermäle
1931 publicerades Lili Elvenes historia i boken Fra mand til kvinde : Lili Elbes bekendelser. Ernst Hathern redigerade under pseudonymen Nils Hoyer på Lilis uppdrag det material som Lili, Gerda Wegener och vännen Poul Knudsen efterlämnat.
År 2000 publicerade David Ebershoff en biografisk roman om Lili Elbe The Danish Girl (Den danske pige).
Den 5 september 2015 fick den amerikanska filmen The Danish Girl premiär. Den är regisserad av Tom Hooper, med manus av Lucinda Coxon, baserat på Ebershoffs roman. I filmen spelar Eddie Redmayne och Alicia Vikander huvudrollerna som Lili Elbe respektive Gerda Wegener.